# ماريا لويزا غارزا
ماريا لويزا غارزا (بالإسبانية: María Luisa Garza)‏ (25 أغسطس 1887 في المكسيك - 1980، مدينة مكسيكو في المكسيك)؛ روائية مكسيكية.